# Stazione di Castel Lagopesole
La stazione di Castel Lagopesole è una stazione ferroviaria posta sulla linea Foggia-Potenza. Serve il centro abitato di Castel Lagopesole (3 km), frazione del comune di Avigliano.